# Podagrion prionomerum
Podagrion prionomerum är en stekelart som beskrevs av Masi 1926. Podagrion prionomerum ingår i släktet Podagrion och familjen gallglanssteklar.
Artens utbredningsområde är Taiwan. Inga underarter finns listade i Catalogue of Life.